# Industrie-Club Hannover
Der Industrie-Club e. V. Hannover ist eine seit 1887 bestehende Vereinigung von führenden Persönlichkeiten der Wirtschaft und des öffentlichen Lebens mit Sitz im Schiffgraben 36 in Hannover.

## Geschichte
Der Verein wurde am 30. November 1887 im Königreich Hannover als „Fabrikanten-Verein Hannover-Linden“ durch den Geheimen Kommerzienrat Wilhelm Berding, Eduard Meyer, Ernst Meyer, Berthold Körting und D. Königswarter, Dir. Breul, Christian Jänecke, Heinrich Prinzhorn, Fabr. Schwarz gegründet. Erster Vorsitzender wurde Berding.
1889 erfolgte die Gründung der Centralstelle für Arbeitsnachweis zu Hannover, einer private Arbeitsvermittlungsstelle, zusammen mit dem Verein für freiwillige Armenpflege und dem Verein gegen Hausbettelei und Obdachlosigkeit. In der Satzung um 1903 wurde auch der Schutz der Vereinsmitglieder gegen unberechtigte Forderungen oder Bestrebungen der Arbeiter hervorgehoben. Im Oktober 1906 übertrug der Fabrikanten-Verein dem Industriellen Arbeitgeber-Verband Hannover „alle Maßnahmen für ein gedeihliches Zusammenwirken von Arbeitgebern und Arbeitern“.
1908 gehörten dem Fabrikanten-Verein rund 86 Mitglieder an, darunter die Continental-Caoutchouc- und Guttapercha-Compagnie, die Vereinsbrauerei Herrenhausen, die Gilde Brauerei, die Straßenbahn Hannover und die Günter Wagner Tinten- und Farbenfabrik, die Farbenfabrik Jänecke und Schneemann und die Gebrüder Körting AG.
Mit der Handelskammer Hannover bestanden enge Verbindungen; die Spitze der Kammer wurde oft mit denselben Personen besetzt. Zudem bestand mit dem Sitz im Palais Simon in der Brühlstraße 1 die gleiche Adresse.
Am 14. September 1917 wurde zusammen mit dem Verein der Metallindustriellen das Haus der Hannoverschen Industrie GmbH gegründet. Der Fabrikanten-Verein wechselte seinen Sitz in die Sophienstraße.
Der Fabrikanten-Verein wurde 1924 in Wirtschaftsverband der Hannoverschen Industrie umbenannt. Ludwig von Tschirschnitz führte in einer Gesellschafterversammlung am 26. Februar 1935 den Beschluss einer erneuten Umbenennung in Gemeinnützige Kasse Hannoverscher Industrieller herbei. Nach dem Zweiten Weltkrieg beschlossen die Mitglieder des Vereins am 18. September 1946 wiederum die Umbenennung in Industrie-Verein Hannover und Umgebung, der
1972 eine erneute Umbenennung in Industrie-Club Hannover e. V. folgte.
1985 öffnete sich der Verein neben der produzierenden Industrie für Mitglieder aller Wirtschaftszweige, vor allem für wachsende Gruppe der Dienstleistungsunternehmen. Dem Industrie-Club gehören über 200 Mitgliedsunternehmen an. Hauptamtliche Geschäftsführerin ist Gudrun Benne.

### Vorstand
Derzeit besteht der Vorstand aus Christian Rosenkranz (Vorsitzender), Marina Barth, Dirk Oberhaus und Andreas Sennheiser (Stand: April 2025).

### Bisherige Vorsitzende
- 1887–?: Wilhelm Berding
- ?–1917: Carl Kraushaar
- 1935–1945: Ewald Hecker
- 1946–1948: Hermann Bode
- 1948–1964: Christian Kuhlemann
- 1964–1967: Otto Benecke
- 1967–1970: Werner Bahlsen
- 1970–1976: Clemens von Velsen
- 1976–1980: Karl Andresen
- 1980–1981: Gerhard Lohauß
- 1981–1982: Karl Andresen (erneut)
- 1982–1984: Wolfgang Schürrle
- 1984–1992: Eberhart Schindewolf
- 1992–2001: Carl-Bruno Schirp
- 2001–2005: Rainer Feuerhake
- 2005–2008: Sepp Dieter Heckmann
- 2008–2013: Raoul Hille
- 2013–2017: Guido Rettig
- 2017–2019: Wolfram von Fritsch
- 2019–2023: Carsten Kuhlgatz
- 2023–heute: Christian Rosenkranz